# 崔允儀
崔允儀（：／ Choe Yun-ui，1102年—1162年），原名崔天祐，高麗中期文臣。本貫海州，是崔沖的玄孫。
仁宗六年（1128年）科舉丙科及第，任監門衛錄事，後歷任殿中內給事、太學博士、右正言知制誥等官職。1136年金太宗去世時，他以弔祭使的身份出使金國。
1148年（毅宗二年），擔任中書舍人的他與右常侍崔諴一起請求罷黜內侍金巨公、宦官之淑等七人，毅宗不聽。二人在閣外跪了三天，堅持要求罷黜他們，最後毅宗聽從了他們的意見。
同年，任試禮部侍郎、知御史臺事。1151年（毅宗五年），任御史大夫、同知樞密院事。翌年加修文殿學士太子太傅。1153年（毅宗七年），封輸忠佐理功臣，升禮部尚書、判御史臺事，同年，知門下省事。翌年，知貢舉。1155年（毅宗九年），兼權判兵部事，同年，任中書侍郎同中書門下平章事、判吏部事、西京留守使、東北面兵馬判事、判中軍兵馬事等職。1156年（毅宗十年），加守太尉、集賢殿大學士。1157年（毅宗十一年），升門下侍郎同中書門下平章事。毅宗想在金吾衛堤上里建造離宮，被他力勸阻止了。
1161年（毅宗十五年），兼判禮部事，監修國史。同年去世，追贈守太師、門下侍中、上柱國、樂浪郡開國侯，諡文肅。後來配享毅宗廟庭。
《高麗史》記載：崔允儀「生長閥閱，揚歷華要，論事明白慷慨。典銓選，注擬平允，任用賢才。又能文章，再掌貢擧，時稱得人。」崔允儀曾奉詔撰《古今詳定禮文》五十卷流傳於世。後來在高麗高宗在位的1234年至1241年期間，這本書被用銅活字印刷術出版，成為世界上第一部用金屬活字印刷術出版的書籍。